# A noiva do bandido
A noiva do bandido (em alemão: Der Räuberbräutigam) ou A noiva do ladrão é um conto de fadas alemão compilado pelos Irmãos Grimm. É o conto número 40 (KHM 40). Trata-se de uma história violenta envolvendo esquartejamento e  canibalismo. Enquadra-se no Tipo 955 do Sistema Aarne-Thompson-Uther (ATU) de classificação de contos folclóricos.

## Origem
Na versão da história dos Irmãos Grimm de 1812, o noivo bandido é um príncipe, a noiva é uma princesa, e seu pai é um rei. O rei tem a autoridade para ordenar a execução do bando. Na versão dos Irmãos Grimm de 1857, a noiva é a filha de um moleiro, e o noivo bandido finge ser um pretendente rico. Os bandidos são executados pela Justiça, e não pelo pai da noiva.

## História
Um moleiro deseja casar a filha, e quando aparece um pretendente rico, tornam-se noivos. Quando a noiva vai visitar o noivo em sua casa na floresta, acaba caindo numa armadilha. Trata-se de um covil de bandidos que atraem as vítimas para matá-las e devorá-las. Uma anciã que mora ali compadece-se da moça e a protege. Ela consegue voltar para casa e, no dia em que estava marcado o casamento, desmascara o bando. O "noivo" e seus comparsas são condenados à morte.